# Bárbara Vélez
Bárbara Pucheta Vélez (Quilmes, 18 giugno 1994) è un'attrice e modella argentina.
Conosciuta anche come Barbie o Barbarita.

## Biografia
Nata il 18 giugno 1994, nel quartiere di Quilmes, a Buenos Aires. Figlia di Alejandro Pucheta e Nazarena Vélez. Ha due fratelli più piccoli da parte di sua madre, Gonzalo e Thiago.

## Carriera
Bárbara debuttò all'età di 16 anni. Da quando aveva 17 anni in poi ha lavorato per marchi d'abbigliamento, nell'estate 2011, per una delle opere di Gerardo Sofovich e René Bertrand, Flor de pito, interpretando Lola Minicicci. Nel 2012, Bárbara interpreta il personaggio di una "fan", nella commedia teatrale di Pedro Afonso, Despedida de soltero.
Ha debuttato in televisione nel 2013 nella serie tv Los Grimaldi, interpretata e prodotta da sua madre Nazarena Vélez in onda sul Canal 9, ha anche preso parte alle opere teatrali del ciclo.
È stata una delle co-protagoniste della opera teatrale della commedia Familia de mujeres, insieme alle attrici: Luisa Kuliok, Haydée Padilla, Gladys Florimonte, Luisa Albinoni, Dalma Maradona e Ernestina Pais per citarne alcune. Nel 2014 è nella telenovela Una famiglia quasi perfetta che ha come protagonisti Gustavo Bermúdez e Ana María Orozco, dove Barbie interpreta il personaggio di Olivia Navarro, la figlia di Pablo Navarro e Mabel González, interpretati rispettivamente da Fabián Vena e Adriana Salonia in onda su Telefe.

## Filmografia

### Cinema
| Anno | Nome del programma        | Ruolo   | Direttrice    |
| ---- | ------------------------- | ------- | ------------- |
| 2013 | Cartas de mi padre        |         | Pablo Yotich  |
| 2015 | Encuentros desafortunados | Ragazza | Sol Moreno    |
| 2019 | Te pido un taxi           | Ingrid  | Martín Armoya |

### Televisione
| Anno      | Nome del programma                          | Ruolo                                    | Canale   |
| --------- | ------------------------------------------- | ---------------------------------------- | -------- |
| 2013      | Los Grimaldi                                | Daniela                                  | Canal 9  |
| 2014      | Una famiglia quasi perfetta (Somos familia) | Olivia Navarro                           | Telefe   |
| 2014      | Tu Cara Me Suena 2                          | Britney Spears/Rihanna/Karina (la sfida) | Telefe   |
| 2015-2016 | Showmatch                                   | Partecipante                             | Canal 13 |
| 2015      | Esperanza mía                               | Milagros de Pombo                        | El Trece |
| 2018      | Pasados de copas: Drunk History             | Blanca Luz                               | Telefe   |
| 2018      | Millennials                                 | Paula                                    | Net TV   |
| 2021      | Corte y confección Famosos                  | Partecipante                             | El trece |

### Teatro
| Anno      | Titolo                   | Ruolo            |
| --------- | ------------------------ | ---------------- |
| 2010-2011 | Flor de pito             | Lolita Minicicci |
| 2011-2012 | Despedida de soltero     | "Fan"            |
| 2012-2013 | Los Grimaldi             | Daniela          |
| 2013-2014 | Familia de mujeres       | Cielo            |
| 2014-2015 | La casa de Bernarda Alba | Adela            |
| 2015-2016 | Enredados                | Brenda           |
| 2018-2019 | Derechas                 | Libertad         |
| 2020      | Herman@s                 | Daniela          |